# The House of the Seven Hawks
The House of the Seven Hawks (bra: A Casa dos Sete Gaviões) é um filme de mistério britânico de 1959 dirigido por Richard Thorpe e estrelado por Robert Taylor, Nicole Maurey e Linda Christian. Este foi o último filme de Taylor sob contrato  com a MGM. O roteiro do filme é baseado no romance The House of the Seven Flies de Victor Canning, publicado em 1952.

## Elenco
- Robert Taylor como John Nordley
- Nicole Maurey como Constanta Sluiter
- Linda Christian como Elsa
- Donald Wolfit como Inspetor Van Der Stoor
- David Kossoff como Wilhelm Dekker
- Eric Pohlmann como Capitão Rohner
- Philo Hauser como Charlie Ponz
- Gerard Heinz como Inspetor Sluiter
- Paul Hardtmuth como Beukleman
- Lily Kann como Gerta
- Richard Shaw como Sargento Straatman

## Recepção
O The New York Times chamou o filme de "um entretenimento despretensioso, mas satisfatório"; enquanto o Radio Times o chamou de "filme B sem graça".